# 渡瀬晶
渡瀬 晶（わたせ あきら、1980年7月2日 - ）は、日本の元AV女優。趣味は映画鑑賞。
2000年5月28日、宇宙企画『ヴィーナス』でAVデビューするも、半年後引退。その後、現場復帰。2005年に引退した。

## 出演作品

### 成人作品
- 2000/5/28	ヴィーナス		メディアステーション

- 2000/6/30	Kiss で悩殺(DC)		メディアステーション

- 2000/7/30	マリオネットの蜜戯(plus)		メディアステーション

- 2000/8/28	ビー マイ ダッチワイフ 南極2号 番外編		KUKI

- 2000/9/28	美脚の誘惑/ヴィーナスBODY		VIP

- 2000/10/19	Body Gorgeous/アダルトメモリアル		VIP

- 2000/11/23	絶頂XYZ		VIP

- 2000/12/10	ゴージャスNo.1		笠倉出版

- 2000/12/22	濡れうさぎ		KUKI

- 2001/1/22	No.1		KUKI

- 2001/2/1	徹底攻略		WANZ

- 2001/2/16	ずっと．．．		ずっと．．．

- 2001/2/17	絶対美人主義		マルクス兄弟

- 2001/2/18	痴性		笠倉出版

- 2001/3/9	「痴」女優26		Waap

- 2001/4/13	Bejean11 Vol. 55		桃太郎

- 2001/4/2	裸の果実		レイディックス

- 2001/5/1	天国の扉		Moodyz

- 2001/7/27	Forever For You		レイディックス

- 2001/9/14	プレミアアイドル6パック 2

- 2002/4/1	Angel 93		アイデアポケット

- 2002/4/5	裏☆淫語		Waap

- 2002/4/10	Miss フェラチオ	末永亜美・梶田さくらとのｵﾑﾆﾊﾞｽ	DreamTicket

- 2002/4/20	痴女誘戯		トランス

- 2002/5/1	柔肌の熱き血潮に．．．		アタッカーズ

- 2002/5/1	Do You Wanna Fuck?		Moodyz

- 2002/5/2	gold[en]	叶結香里・日吉亜衣とのｵﾑﾆﾊﾞｽ	DreamTicket

- 2002/6/5	懺悔学院	-	隼エージェンシー

- 2002/6/7	ドリームシャワー41		Waap

- 2002/6/15	天国の扉 ２		Moodys

- 2002/6/15	Air Fuck		ネクストイレブン

- 2002/7/5	挑発痴女LevelA		隼エージェンシー

- 2002/7/12	ZEPPIN-ゼッピン	雪野弥生・真中みすず	隼エージェンシー

- 2002/7/15	ブラックザーメンinL.A.		Moodyz

- 2002/8/3	RQ Circuit Lady	RINA	フリービジョン

- 2002/8/4	新・童貞狩り 第2章		SOD

- 2002/08/21	義姉	朝倉まりあ・中野千夏	DreamTicket

- 2002/9/6	MISS ARMIES 4	倉敷れいと	隼エージェンシー

- 2002/9/30	SexJuice Ⅲ	松本和彦・新堂・菊池・柏木	h.m.p

- 2002/10/1	女優 拘束マニア２		WANZ

- 2002/10/5	露出復活～TheNightShot～		SOD

- 2002/10/10	雌女 #20		アウダース

- 2002/10/18	裏・渡瀬晶 (完全版)		ケイエムプロデュース

- 2002/10/19	バーチャルレイプ ３		SOD

- 2002/10/22	若妻の匂い 61		光夜蝶

- 2002/10/29	渡瀬晶の表に出せないビデオ		表に出さない

- 2002/11/22	奴隷秘書38		シネマジック

- 2002/11/29	ナイスバディをやっつけろ！！	七海りあと	KUKI

- 2002/12/1	SEX WARS 1	及川奈央・西村萌	Moodyz

- 2002/12/8	白衣凌辱 淫獣病院	秋元優奈・加山由衣・星川いづみと	アタッカーズ

- 2002/12/10	美しい痴女の接吻とセックス 2		ドグマ

- 2003/1/9	誘う女 vol.2		麒麟堂

- 2003/1/10	高慢女教師～復習のスクラムレイプ		ディープス

- 2003/1/21	痴女　もう熱いの、開いてナメてッ･･･！	桃井なつみとのｵﾑﾆﾊﾞｽ	アテナ映像

- 2003/1/22	PUSSY&HIP		Moodyz

- 2003/1/22	痴女酔拳		Moodyz

- 2003/1/22	Platinum Ticket 14		DreamTicket

- 2003/1/28	WCast舌狂ハードコアスロート	及川奈央	h.m.p

- 2003/1/28	すけべっ娘 23	荻原さやか・他	h.m.p

- 2003/1/31	バーチャ・タイムNo.2		アルファインターナショナル

- 2003/2/10	拘束椅子トランス		ドグマ

- 2003/2/15	ブラック乱交 in L.A.	深芳野	Moodyz

- 2003/2/28	綺麗なお姉さんに犯されたい　こんなに固くなって　ねえ好きにしていいの…	高井みずほ・水野羅夢	アテナ映像

- 2003/3/?	激射姦		麒麟堂

- 2003/3/1	WET SEX 濡れ下着		WANZ

- 2003/3/6	美人女デカ 身代わり凌辱捜査		アイエナジー

- 2003/3/15	Pheromone Body		Moodyz

- 2003/3/31	ザ・衣裳合わせ　ちょっちょっとだけ吸わせて！だって撮影じゃないのにイヤァーッ！！	原美憂・相田あみ等	アテナ映像

- 2003/4/1	ドリーム学園 6	黑崎扇菜・泉星香等	MOODYZ

- 2003/4/1	渡瀬晶の悪女宣言BAD GIRL		ワンズファクトリー

- 2003/4/3	都市銀行		ドリームチケット

- 2003/4/5	超最高級白衣の天使		アイエナジー

- 2003/4/15	Dream Party	七海りあ・菊川あずみ	MOODYZ

- 2003/4/16	従順 いいなり		GUTS

- 2003/5/1	TRIPLE	遊佐七海・安西ゆみこ	MOODYZ

- 2003/5/16	Flower		GUTS

- 2003/5/22	看護婦の匂い 7		光夜蝶

- 2003/6/1	近親相姦	七海りあ・楠真由美	MOODYZ

- 2003/7/15	デジタルモザイクVol.15		MOODYZ

- 2003/8/15	ERO-BATTLE II	海野真珠	隼エージェンシー

- 2003/8/15	http://jam．Jam.		MOODYZ

- 2003/8/16	ECSTASY	天海ゆう・海野真珠	GUTS

- 2003/8/27	脚線美　３	きくま聖・海野真珠・藤森かおり等	隼エージェンシー

- 2003/9/12	凌辱 牝豚淫楽の生贄		隼エージェンシー

- 2003/9/19	ミニパトポリス	海野真珠・すぎはら美	アイエナジー

- 2003/10/18	NO.1女教師軍団	すぎはら美里・海野真珠・kay	アイエナジー

- 2003/10/25	Drive 2		フリービジョン

- 2003/11/7	えげつないほどエロい極上絶品三つの猥褻		桃太郎映像

- 2003/11/8	龍縛監禁凌辱 5 捕獲・M女への洗脳…		アタッカーズ

- 2003/11/20	NO.1 美女 フェラ・オナニー4時間スペシャル	堤さやか	アイエナジー

- 2003/12/12	PURPLE HAZE VOL.1	堤さやか	スパークス

- 2003/12/16	男は女の手でシコる ～手コキマニア専用～		GUTS

- 2003/12/19	猥褻看護	きくま聖	ジャネス

- 2004/1/1	渡瀬晶の痴女ザーメン		Milky-Cat / ミルキーキャット

- 2004/2/7	Bath room3		フリービジョン

- 2004/3/1	エロエロにして… Vol.03		イー・コンプレックス

- 2004/3/15	レズボディLES body	きくま聖	MOODYZ

- 2004/3/22	ど素人倶楽部 恋人モード全開		ゼロコーポレーション

- 2004/4/10	21世紀オナニーアイテム オナニーサポート		ドグマ

- 2004/4/15	レズビアン・デラックス	加山由衣	ドグマ

- 2004/5/3	超美脚レースクイーン ガチンコファック		アイエナジー

- 2004/5/21	ど痴女 No.3		U&K

- 2004/6/15	舐めまくり痴女Double	ゆうきりり	MOODYZ

- 2004/6/24	誘惑ミセス 61		U&K

- 2004/8/8	淫獣女狐の欲望	岡崎美女・三咲まお・小室芹菜等	アタッカーズ

- 2004/8/10	顔面圧迫 2		U&K

- 2004/8/15	private dance	朝河蘭・kay等	MOODYZ

- 2004/10/7	ハイパーマジックミラー号2004in湘南 逆ナンパ編		ディープス

- 2004/11/5	綺麗なバスガイドさん		ムーンライト

- 2004/12/4	ジ・エロティック・パーティー ～悦楽の扉	夏目ナナ・君嶋もえ・森咲小雪	SOD

- 2005/1/14	erosty angle	ami	未来フューチャー

- 2005/1/15	private dance2	kay等	MOODYZ

- 2005/2/17	手コキハイスクール		SOD

- 2005/3/10	痴女タワー [上から男をコロがす女]	岩下あき	ドリームチケット

- 2005/3/10	R*Queen 05 [視線で感じるオンナ]	斎藤ナナ	ドリームチケット

- 2005/3/15	超タイプの綺麗なお姉さんに見られながら、変態ドスケベ女に犯されてみませんか？	藤宮櫻花	ワープエンタテインメント

- 2005/3/30？	PARTS OF CAMPANY MATSUO/どっちのエロエロショー01 渡瀬晶

- 2005/4/8	元祖！すべての女性があなたより背が高い世界	立花里子・中野千夏他	ドグマ

- 2005/4/10	淫語★痴女2 [口の上手いオンナ]	水沢ダイヤ	ドリームチケット

- 2005/4/20	美しき報道記者		イマージュ

- 2005/4/20	私のカミさんただ今貸/変態夫婦の寝取られ願望を叶えます!	桜ふじ子・中山りお・武藤あおい	ネクストイレブン

- 2005/4/27	with the Super Model「s」	渚美緒・須藤彩	ブレイブキング

- 2005/5/4	露出大都会東京３		アイエナジー

- 2005/5/19	淫乱お姉さん６人　舐めまくりしゃぶりまくりシゴきまくりザーメン抜きまくり　	白鳥さくら・姫咲しゅり・麻生まりも等	アイエナジー

- 2006/7/7	レースクイーンザーメン奴隷2・渡瀬晶		Milky-Cat / ミルキーキャット

- 2007/6/26	Tokyo Model Girls イヤらしいUREKKOモデル(トール)		ブレイブキング

- 2008/9/4	某T.V局元女子アナウンサーAV出演!なるみ礼debut!		ディープス

- 2009/6/30	ぶっかけボディペイント 渡瀬晶（DL限定）		Milky-Cat / ミルキーキャット

### 成人無修正及流出作品
- 2003/11/20	スーパーアイドル　Vol. 33: 渡瀬晶		ファンタドリーム

- 2004/5/20	トーキョーバーチャル VOL.15	桜田さくら・かわいゆい	ファンタドリーム

- 2006/4/10	Parade Vol. 3 フェラ＆バイブ	10人共演	J スポット

- 2006/6/19	フェアリー Vol. 3 : 渡瀬晶		フェアリー

- 2006/8/11	美脚フェチ		99bb

- 2009/7/26	ファッションヌードモデル教室12		1919gogo

### 写真作品
- 2000/9/1	渡瀬晶:コスプレH [美少女eros恋写館/83]		英知出版

- 2002/2/20	コスプレラバーズ	三宮里緒・友崎りん・吉野サリー・葵みのり	英知出版

- 2002/8/9	MOVIX vol.2 渡瀬晶+SHOW/super models		デジタルバンク

- 2003?	唾液鑑賞～滴る恥辱		miracle

- 2004/7/23	シースルーレッグス〈透ける下半身〉	松下可怜	心交社

- 2004/9/24	ザ・ファッションモデル ＜ホワイト編＞		心交社

- 2004？    元モテルの痴女ワールド  Solidgold

### TV作品
- 2003~2005/？ 	Peach-Pit 桃のたね VOL.22		MONDO TV

### 再編集作品
- 2000/2/10	FX-45		宇宙企画ＤＸ　コスプレ編	葵みのり 他	メディアステーション

- 2000/2/24	MDV-030		宇宙企画DX120分スペシャル 6	小早川まりん・上原舞 他	メディアステーション

- 2000/12/22	FX-44		宇宙企画２０００　ＦＩＮＡＬ　ＤＸ 	小早川まりん・橘涼子 他	メディアステーション

- 2001/4/22	NOV-7349		コスチュームプリンセス		笠倉出版

- 2001/5/26		MDV-032		葵みのり・亜美果あゆ・及川奈央 他	メディアステーション

- 2001/07/27		RALT-004	Venus Re-mix Vol.4	夏樹みゆ・みなみありす 他	 アリスＪＡＰＡＮ

- 2001/07/27		RMD-025   宇宙企画DX120分スペシャル6	小早川まりん・橘涼子・沙希 他	メディアステーション

- 2001/8/17	VIP-D050		remix		VIP

- 2001/8/31		VIP-D054	[ジェネレーション]	杏野明日香・鈴木麻奈美・沢木まゆみ・金沢文子 他	メディアバンク

- 2001/11/17	PRS-063 		プリンセスドリーム　４	篠原まこと・森野いずみ 他	メディア・タイフーン

- 2002/4/24		OH-102	徹底攻略DX 2	光月夜也・桜菜々・夕樹舞子・長瀬愛 他	ワンズファクトリー

- 2002/7/1		ZW-008	痴女・痴女・痴女	桜井風花・水嶋彩 他	ゾーンワークス

- 2002/7/12		DVH-027	ONANIST		隼エージェンシー

- 2002/10/1		MDE-013	背の高いお姉さんは好きですか？	宮下希帆・国府田ひとみ 他	ＭＯＯＤＹＺ（ムーディーズ）

- 2002/10/?		VIPD-R044	VIPバリューパック2	金沢文子・川嶋なな 他	 メディアバンク

- 2002/10/17		DSD-016	The Best 実用淫語辞典	飯島麗華・立石サヤカ・島塚薫 他	ワープエンタテインメント

- 2002/10/19	SUB-227		ゴージャス美脚120分	坂口華奈・長谷川留美子・綾見志穂 他	マルクス兄弟

- 2002/11/15	MDE-028	 Ｂａｃｋ！Ｈｉｐ！Ｆｕｃｋ！"	水島彩・宝来みゆき・深田美穂 他	ＭＯＯＤＹＺ（ムーディーズ）

- 2002/12/15	MDE-035		有名単体女優25人のオナニーばっかり集めました。 	夕樹舞子・聖さやか・鈴木麻奈美・金沢文子 他	ＭＯＯＤＹＺ（ムーディーズ）

- 2002/12/19		SBD-021	STAR BOX 21		Waap

- 2003/1/1	MDE-038		ショートカットの女の子	橘涼子・三浦あいか・聖さやか 他	ＭＯＯＤＹＺ（ムーディーズ）

- 2003/1/17		MILD-050	VERY BEST OF MILLION 2	及川奈央・朝河蘭・安来めぐ・広瀬奈央美 他

- 2003/1/21		WPD-005	AV女優8人祭り	 宝生奈々・三浦あいか・麻宮淳子・岡崎美女 他

- 2003/2/1		 MDED-047	セーラー服を脱がさないで	安里祐加・岡田りな・加藤愛美 他	ＭＯＯＤＹＺ（ムーディーズ）

- 2003/2/13		KMZO-011	背の高いお姉さんは好きですか？	北村うるか 他	ジーオーティー

- 2003/3/20		SDDL-250	Remix of 渡瀬晶		SOD

- 2003/3/21		BNDV-00105	Gorgeous（ゴージャス） モデルズ Sex Juice 3時間mix	朝河蘭・うさみ恭香・新堂真美 他	ビデオバンク

- 2003/4/1		CB-104	潮吹き伝説	及川奈央・宝来みゆき 他	ゾーンワークス

- 2003/4/17		DSD-034	gone　the　Best	冴木涼  他	ワープエンタテインメント

- 2003/4/21		BNDV-00113	h.m.p カウントダウン 2003	伊東怜・三田愛・いつか・松島かえで・及川奈央  他	ビデオバンク

- 2003/5/1		ZW-027	南佳也に抱かれたAV女優たち	川村智花・友崎りん・日高マリア 他	ゾーンワークス

- 2003/5/8		 IDBD-028	Angel HYPER 淫乱お姉さん編 2	及川奈央・夢野まりあ・牧本千幸 他	アイデアポケット

- 2003/5/20	 GT-001		Ｓｅｘｃｉａｌ　Ｖｅｎｕｓ　１　痴態放題	 及川奈央・常盤桜子・前田みう 他	トランスコーポレーション

- 2003/6/1		 CB-106	緊縛伝説－禁断のパーツ攻略－	及川奈央・一色志乃・笠木忍 他	ゾーンワークス

- 2003/6/5		IQP-029	NG！！Best Of 渡瀬晶		アイエナジー

- 2003/6/15		MDED-084	超－股間アップの世界 	岡田りな・零忍・吉井愛美・安来めぐ 他	 ＭＯＯＤＹＺ（ムーディーズ）

- 2003/7/31		CRD-004	秘蔵版　流出大全集　第四章	酒井若葉・姫乃愛里沙 他	ＡＶＳ　ｃｏｌｌｅｃｔｏｒ’ｓ

- 2003/8/16		IQP-047	渡瀬晶の逮捕しちゃうぞ		アイエナジー

- 2003/8/29		FX-70	宇宙企画　Debut Collection　花	金沢文子・葵みのり・灘ジュン  他	メディアステーション

- 2003/9/1		WX-109	渡瀬晶 完全版		WANZ

- 2003/9?		WDD-001	EX＊SPECIAL	山咲萌 他	ドリームチケット

- 2003/10/16		FLO-001	flower THE BEST COLLECTION	音咲絢・すぎはら美里・海野真珠  他	GUTS

- 2003/12/1		AM-108	渡瀬晶連続SEXトランス編集90分		ワンズファクトリー

- 2003/12/1		MDED-149	渡瀬晶BEST		MOODYZ

- 2003/12/1		CB-115 	美脚伝説 	星崎未来･Kay 他

- 2003/12/25		SBNC-060	2003 女優Best Collection	朝河蘭・中野千夏 他	 サイド・ビー

- 2003/12/26	WCU-012		痴女×ＳＭ×ザーメン×レズ　変態ゴールド　セクシーモデル２１人１２０ＭＩＮ！！！ 　	風見里穂・中野千夏 他	ｈ．ｍ．ｐ

- 2004/1/1		CB-115	美脚伝説	星崎未来・Kay	ゾーンワークス

- 2004/1/15	MDED-173	フェラチオBEST 3	橘未稀・及川奈央・金沢文子・黒崎扇菜 他	ＭＯＯＤＹＺ（ムーディーズ）

- 2004/1/15		MDED-171	黒人乱交 BEST	安西雫・叶結香里・小泉キラリ・深芳野 他	ＭＯＯＤＹＺ（ムーディーズ）

- 2004/1/15		5MDE-173	フェラチオ BEST 3 レンタル版	彩名杏子・苺みるく・及川奈央 他	ＭＯＯＤＹＺ（ムーディーズ）

- 2004/01/23 		RSD-026J	AVアイドルCLIMAX	遊佐七海・星川みなみ・藤森かおり・松坂樹梨・朝河蘭 他	日本メディアサプライ

- 2004/1/25		 IMGP-002	アダルト福袋 Gold Box	堤さやか・泉星香・長谷川留美子 他	イマージュ

- 2004/1/25	CR-070		イマージュファン還元　アダルト福袋　Ｇｏｌｄ　Ｂｏｘ 	堤さやか・泉星香・長谷川留美子 他	ネクストイレブン

- 2004/3/1		 MDED-193	美脚BEST	 Kay. 安来めぐ・夏木美夕・他	ＭＯＯＤＹＺ（ムーディーズ）

- 2004/3/15		MDED-197	単体女優厳選オナニー　	金沢文子・長谷川瞳・朝河蘭 他	ＭＯＯＤＹＺ（ムーディーズ）

- 2004/3/26		DD-090	The Best of collect 緊縛工場	堤さやか・吉野瞳・金沢文子 他	シネマジック

- 2004/5/1		MDED-217	マンすじBEST	吉永ゆりあ・橘未稀・金沢文子 他	ＭＯＯＤＹＺ（ムーディーズ）

- 2004/5/21		 HLM-001	AV Queen's 30人BOX	 沢木まゆみ・琴野まゆ・麻宮淳子 他	デジタルバンク

- 2004/6/8		ATKD-054	渡瀬晶Special		アタッカーズ

- 2004/6/15		 DVH-205	中出し240 3	遠山あゆ・中原愛梨・羽生めい 他	隼エージェンシー

- 2004/6/15		MDED-238	ボンデージBEST	吉永ゆりあ・小沢まどか・南波杏・沙耶華 他	ＭＯＯＤＹＺ（ムーディーズ）

- 2004/6/30		KOM-003	顔面ぶっかけメガファック！！！	 三宮里緒・青山可奈・及川奈央 他	ｈ．ｍ．ｐ

- 2004/7/19		MILD-187	裏シリーズ 4時間	神谷沙織・笠木忍・紋舞らん・及川奈央 他	ＫＭＰ

- 2004/8/8		GDD-031	２１世紀オナニーアイテム　オナニーサポートベストコレクション高瀬りな'02・三上翔子・松浦美和 他	ドグマ

- 2004/8/19		NQP-004	強引なアナルの楽しみ方　２　有名女優のべ２２人１２０分 河野未来・笠木忍・関藍夏 他	アイエナジー

- 2004/8/20		 OLED-01 水着の天使達 音咲絢・叶麗美・春日みゆ 他	 桃太郎映像出版

- 2004/9/8		DDN-077	ザ・ベスト・オブ 接吻とセックス Disc 1	臼井利奈・加山由衣・朝河蘭 他ドグマ

- 2004/9/?		3DDT-104	強制フェラベスト 臼井利奈・宮地奈々・朝河蘭 他 ドグマ

- 2004/9/17		ARZ-1001T 	PLATINUM-DOLLS	沢口あすか・春奈まい・長谷川瞳 他	日本メディアサプライ

- 2004/10/1		ZM-117	大開脚	杏野るり・灘ジュン・春日みゆき・Kay. 他	ゾーンワークス

- 2004/10/15		MDED-299	長身女優BEST	 MECUMI・吉村すもも・橘未稀  他	ＭＯＯＤＹＺ（ムーディーズ）

- 2004/11/19		ARZ-1002T	LIP☆BOMB　30	ゆうきりり・苺みるく・星川みなみ 他	日本メディアサプライ

- 2005/1/6		NQP-009 	食い込みたっぷり　メコスジフェチ	紅音ほたる 他	アイエナジー

- 2005/2/25		SPKD-60	オナりだしたら止まらない4時間SPECIAL	春日みゆき・遊佐七海・沢見ひか 他	スパークス

- 2005/3/18		DVS-024	奴隷秘書スペシャル　10	白石美月・沙里奈ユイ・黒崎扇菜 他	シネマジック

- 2005/4/1		MDED-378	フェラチオデジタルモザイク１０連発！	金沢文子・小泉キラリ・沢口あすか	ＭＯＯＤＹＺ（ムーディーズ）

- 2005/4/15		DDT-118	拘束椅子トランスベスト vol.1	臼井利奈・宮地奈々・朝河蘭 他	ドグマ

- 2005/4/15		 MDED-384	アナル舐めBEST	ゆうきりり 吉永ゆりあ・君嶋もえ・三上翔子	ＭＯＯＤＹＺ（ムーディーズ）

- 2005/4/25		SBND-029	現役家庭教師の誘惑 4時間DX	 安西ゆみこ・七海りあ・秋本優奈	サイド・ビー

- 2005/5/19		IQP-080	女デカレイプ２時間	すぎはら美里・恵美梨・桜田さくら・三上翔子	アイエナジー

- 2005/6/4		NQP-010	NO.1美女軍団 デジタルモザイクで2倍はっきり見える版 永久保存版 最初で最後の全作品収録	すぎはら美里・加山由衣・春菜まい 他	アイエナジー

- 2005/8/19		MILD-338 極選！強制ディープスロート4時間 	堤さやか・及川奈央・長谷川瞳 他	ＫＭＰ（ケイ・エム・プロデュース）

- 2005/8/19		HLM-020	AVアイドルコレクション4時間DX vol.1	及川奈央・黒沢愛・沢口あすか 他	デジタルバンク

- 2005/9/16		MDS-289	宇宙企画COMBO！4時間　僕のいいなりメイド編	"峰なゆか・恋野恋・若葉かおり 他 メディアステーション

- 2005/9/23		MILV-348	極選！強制ディープスロート　BEST 20	堤さやか・及川奈央・長谷川瞳 他	ＫＭＰ（ケイ・エム・プロデュース）

- 2005/10/21		HLM-022 	コスプレ☆パラダイス	秋吉志帆・薫桜子・黒沢愛 他	デジタルバンク

- 2006/1/27		COR-011	プレミアMIX 2006 with the 6Girls	小友里まこ・星野千夏・江口美貴  他	ブレイブキング

- 2006/1/28		5ATK-07	女医侵犯	橘真帆・橋本美歩・琴野まゆ 他	アタッカーズ

- 2006/2/25		HRDV-00398	騎乗マニア	滝沢優奈・古都ひかる・一色あずさ 他	ｈ．ｍ．ｐ

- 2006/2/2		HWAS-01	極エロ娘 卑猥なアソコ ネットリ系 渡瀬晶		みけねこ（チャンネルヴィ）

- 2006/4/10		WDD-007	シチュエーション別ナマ撮りオムニバス厳選女優30名スペシャルLIVE！3	紅音ほたる 他	ドリームチケット

- 2006/4/28		5MIB-012	ドリーム学園 地獄の集団レイプ狂想曲 	Kay. 杏野るり・及川奈央 他	 ＭＯＯＤＹＺ（ムーディーズ）

- 2006/5/27		5ATA-008	死夜悪アンソロジー　６	 みなみゆい・音咲絢・叶結香里 他	アタッカーズ

- 2006/7/20		BKSP-038 	露出　完全版　夏だ！露出だ！中出しだ！！	伊吹理沙・君嶋もえ・桜田さくら 他	アイエナジー

- 2006/8/1		AW-204	超絶ハレンチ女教師	紅月ルナ・大城舞衣子・和希結衣 他	ワンズファクトリー

- 2006/9/15		HFD-002	R*Queen＊THE4時間[挑発系の露出狂]	MIMI 他	ドリームチケット

- 2006/10/26		R-ONE-006	いい女 強制FUCK！ 2	松野ゆい・天衣みつ・宝来みゆき 他	 アイエナジー

- 2006/11/28		3DDN-127	どすけべ女２４人、ワイセツ騎乗位１６連発！	長谷川留美子・小泉ひかり・長瀬愛 他	ドグマ

- 2007/7/20		TOKU-007	特選　渡瀬晶　椎名真希	椎名真希	ＹＳＯ

- 2007/9/1		ABOD-143	GOLDEN TICKET 4	宝来みゆき 深井藍・横浜ゆき・小沢菜穂 他	A-BOX

- 2007/9/21		GOOD-16	PLATINUM-DOLLS	沢口あすか・春奈まい・長谷川瞳 他	メディアアーツ

- 2007/10/7		RRLL-004	型抜きホール		北都

- 2007/11/15        社外秘 ! OL裏残業 VOL.4 DVD＆写真集 七瀬里穂・宝来みゆき・唐沢美樹・他

- 2008/1/15		BKSP-096	中出し４時間　ナース編	長瀬愛・綾瀬はるな・姫咲しゅり 他	アイエナジー

- 2008/3/19		ABOD-238	豪華ハメ狂い淫乱女優大集合！	愛葉るび・竹内美樹・七瀬りあ 他	A-BOX

- 2008/6/24		RALD-100	夢の妄想コレクション！超豪華有名女優が●●だったら“あなたの夢が叶うとき”	美島涼・黒崎扇菜・高瀬りな 他	桃太郎映像出版

- 2008/8/30		RHFD-026	イオンナのイイカラダ　４時間	森野あおば・沢村りこ・緒川さら 他	ドリームチケット

- 2008/12/19		MW-009	生撮り！パンスト破ってパンティずらしてチ○ポ挿入！！パンストファック	姫咲しゅり・沖那つばさ・君嶋もえ・Kay 他	スタイルアート

- 2008/12/26		MDS-532	宇宙企画 The Complete till 2008 完全限定版	ＲＩＫＡ・かわいさとみ・かわいなつみ30人 他	メディアステーション

- 2009/1/7		ATAD-056	ATTACKERS 女優名鑑 3	夕樹舞子・長瀬愛・鈴木麻奈美 他	アタッカーズ

- 2010/12/10		MCMG-02	超大量ブッカケ祭　２　ミルキーベスト	石川るあ・小泉ゆり・長谷川なぁみ 他	Milky-Cat / ミルキーキャット

- 2012/1/1		BLD-01	伝説の名女優！！ 素人時代（秘）映像 5時間	朝河蘭・紅音ほたる・渡瀬安奈 他	光夜蝶

- 2012/2/13		AAJ-006	AV30年史 2 最高にエロいSEX編	吉沢明歩・加瀬あゆむ・及川奈央 他	オールアダルトジャパン

- 2012/3/13		AAJ-011	AV30年史 3 ハード・陵辱の名作編	南波杏・天衣みつ・吉崎直緒 他	オールアダルトジャパン

- 2012/5/13		AAJ-024	Wキャストの殿堂 人気女優が奇跡の共演	麻倉憂・及川奈央・宝来みゆき 他	オールアダルトジャパン

- KFW-03	 BODY CON PANST ONANIE	菊池麗子・神咲はな・渡辺百似子 他	ジャネス

- VIP-DRE033	 渡瀬晶 [Remix]		VIP（ビジュアルインフォメーションプロダクツ）

- TW-104	女優拘束マニア Complete Edeition	及川奈央・新山愛里・宝来みゆき・Kay 他	ワンズファクトリー

- ショッキング！！禁断生流出　流出問題シリーズ1	青木麻衣

### 写真書籍
- 2000/9/1	アキラ―渡瀬晶写真集 (Sister) 大型本		ぶんか社

- 2002/10/1	アラーキー 情写	桜井風花・灘ジュン・黒沢愛・他～17人	ベストセラーズ

- 2003/7/7	渡瀬晶「Real 2」大型本		ぶんか社

- 2003/9/5	Impact Spirits（淫pactだましい）volume/03 渡瀬晶 special		百絵出版

- 2004/7/20	シースルーボトムズ＜透ける下半身＞	松下可憐 	心交社

- 2004/9/20	Fashion Styleこの秋、「白」が大流行		心交社

### 電子版写真集
- 1	Coolbody Akira Watase	60P	Coolbody

- 2	Fantasy Photo Gallery Akira Watase	70P	Fantasy

- 3	purejapan Akira Watase	30P	purejapan.org

- 4	PN Akira Watase	9P	PN

- 5	Inja_scan Akira Watase	66P	隠者

- 6	デジタル写真集「Real2」渡瀬晶	5P	ぶんか社

- 7	AVDoll Akira Watase	100P	AVDoll

- 8	FETI STYLE（012）渡瀬晶 24歳モデル	125P+2P	GRAPHIS

- 9	Misty Gravure No.003 Vol.1	50P	Misty

- 10	Misty Gravure No.004 Vol.2	50P	Misty

- 11	Misty Gravure No.072 Vol.3	约62P	Misty

- 12	Misty Gravure No.074 Vol.4	约58P	Misty

- 13	MIRACLE-SLAVE Akira 2003/12/17 	300P	Miracle

- 14	[SolidGold] Akira Watase	约80P+3视频	SolidGold

- 15	ZFX Akira Watase	20P	ZFX

- 16	HIGH QUALITY DIGITAL PHOTO BOOK-JEANS渡瀬晶	55P・PDF	デジタルバンク

- 17	Akira Watase in Cream	53P・PDF	デジタルバンク

- 18	Hse-aw Akira Watase	3P	光夜蝶

- 19	21世紀オナニーアイテム オナニーサポート・渡瀬晶	144P・PDF	DIGIGIZ.COM.Ltd

- 20	Milky cat痴女2	约55P	Milky-Cat / ミルキーキャット

- 21	Milky cat奴隷2	约415P	Milky-Cat / ミルキーキャット

- 22	MIRACLE-2003年11月号 ボンデージ緊縛渡瀬晶	400P	Miracle

- 23	AdultCross Akira Watase	5P	AdultCross

- 24	Druid Akira Watase	6P	Druid

- 25	WRECK MY THUMB 	7P+1P	BANANA Scans

- 26	SalemLights Akira Watase	8P	Salem Lights

- 27	Peep akira	30P	Peep

- 28	Taka-Scan Akira Watase	33P	Taka-Scan

- 29	Cuty Mask Melon Akira Watase	80P	Cuty Mask Melon

- 30	Golden Scan Akira Watase	24P	Golden Scan

### 雑誌
- 1	2000年7月	2000年7月号 デラべっぴん No.176

- 2	2000年7月	ビデオ情報 138号 2000-7/31

- 3	2000年7月	WEEKLY プレイボーイ 特大号

- 4	2000年7月	URECCO VOL.169 2000年7月号

- 5	2000年8月	FLASH 2000年 8/1 No.646号

- 6	2000年9月	スコラ 2000年9月号

- 7	2000年10月	URECCO 2000年10月号 Vol.172  2000-10/1

- 8	2000年10月	PENTHOUSE SPECIAL (ペントハウススペシャル) vol.55  2000年10月号

- 9	2000年10月	デラべっぴん 2000年10月号 (No.179)

- 10	2000年10月	チュッ Chuッ 33 10月号

- 11	2000年10月	ヴァッカ！ Vol.15 2000年

- 12	2000年10月	PENTHOUSE JAPAN　ペントハウス・ジャパン　2000年10月号

- 13	2000年11月	スーパー写真塾

- 14	2000年11月	話のチャンネル★2000年11月１7日  平成12年

- 15	2000年11月	ザ・ベスト magazine special　2000年11月号　NO.88

- 16	2000年12月	ドンドン 舞姫図鑑

- 17	2000年12月	ウォーB組 2000年12月号

- 18	2000年12月	デラべっぴん No.181 2000年12月号

- 19	2001年1月	ビデオ・ザ・ワールド  2001年1月号

- 20	2001年3月	ベストビデオ 2001/3

- 21	2001年3月	Street ナンパ　2001-3/5

- 22	2001年3月	デラべっぴん2001年3月号

- 23	2001年4月	トップビデオ 2001.04

- 24	2001年5月	DMM ディーエムエム 2001.5

- 25	2001年6月	ヘアヌード ラッシュ 2001年6月26日

- 26	2001年7月	アクション写真塾 2001年7月号	封面女郎

- 27	2001年7月	ＡＶマドンナ達のマル秘ＳＥＸ  完全永久保存版 ７月２５日発行

- 28	2001年10月	別冊ザ・ベストMAGAZINEスクランブル Vol.001  2001年2月10日

- 29	2001年11月	パンストベスト VOL.6  2001/11/10	封面女郎

- 30	2001年12月	ザ・ベストＭＡＧＡＺＩＮＥ 別冊ＳＣＲＡＭＢＬＥ大特集  VOL.007

- 31	2002年4月	Photo Shot DX VBアイドル年鑑2002

- 32	2002年5月	月刊ビデオフリーク/VIDEOFREAK  2002年5月号

- 33	2002年5月	実話スーパー2002年5月号

- 34	2002年6月	URECCO 2002年6月号

- 35	2002年6月	DMMインディーズ ディーエムエム 2002.6

- 36	2002年7月	URECCO Gal (ウレッコギャル)  2002年7月

- 37	2002年8月	URECCO 2002年8月号(vol.194）

- 38	2002年7月	ンディーズ・ネット 2002年7月号 VIDEO-CD2枚付

- 39	2002年7月	GO-IN 強淫 VOL.33  7月号14

- 40	2002年7月	EXDVD 2002.7

- 41	2002年8月	DVD通信 2002年8月号 DVD付

- 42	2002年8月	月刊Don't（ドント）　2002年8月号

- 43	2002年9月	『DVD通信』【DVD付】2002年9月号

- 44	2002年9月	FLASHフラッシュ2002年9月10日号

- 45	2002年9月	ビデオメイトDX  2002/9

- 46	2002年10月	EXガチいれ!! bondage VOL.16 2002年10月1日発行

- 47	2002年10月	DVD GET YOU！(げっちゅ～) 2002年10月1日号

- 48	2002年11月	URECCO 2002年11月号

- 49	2002年12月	セレブガールズ 2002年12月 癒し系美女図鑑

- 50	2003年1月	DVD FREAK 06 黒崎扇菜マウスパット付  2003/1/1

- 51	2003年1月	URECO Gal (ウレッコギャル) 2003年1月号

- 52	2003年1月	熱写ボーイ 2003年1月 No148 （東京三世社） 	封面女郎

- 53	2003年2月	ヨレありAV現場エクスプレス2003.2vol.1

- 54	2003年4月	アクトレス VOL.246  2003年4月号

- 55	2003年4月	DMM2003年4月号

- 56	2003年4月	ザ・ベストMAGAZINE ORIGINAL NUMBER-065

- 57	2003年5月	お尻倶楽部 2003年Vol.63 2003年5月号	封面女郎

- 58	2003年5月	ガツン！Exciting 平成15年7月 KKベストセラーズ

- 59	2003年5月	週刊プレイボーイ 2003年5月27日号 No.22

- 60	2003年5月	BXB AVフリーク2003年5月号

- 61	2003年6月	デラべっぴん  03・6

- 62	2003年7月	ガツン！Exciting 平成15年7月

- 63	2003年7月	ウォー B組  2003年7月号  通巻15号

- 64	2003年8月	GON ゴン2003年8月号

- 65	2003年10月	URECCO 2003年10月号

- 66	2004年	Chuッ特別編集

- 67	2004年1月	Bydoing 2004年1月号	封面女郎

- 68	2004年1月	URECCO 2004年1月号 vol.230

- 69	2004年2月	e・ONNA（イオナ）2004年2月号 vol.3

- 70	2004年3月	Yha！Hip＆Lip 2004年3月号

- 71	2004年3月	See! すぃ～! Vol.7 2004/3

- 72	2004年3月	ナイショ! Volume2 2004/3	封面女郎

- 73	2004年5月	ボンバー2004.5

- 74	2004年6月	VIBES(バイブズ) Vol.128 大陸旅情 特集	封面女郎

- 75	2004年6月	アクション写真塾　2004年6月号

- 76	2004年7月	ビデオ THE ワールド 2004年7月号

- 77	2004年10月	マドンナハウス　MADONNA HOUSE 2004/10	封面女郎

- 78	2004年11月	恥じらい娘のハイパーsex (TOEN MOOK NO. 39)  2004/11/1

- 79	2004年11月	Don't ドント 2004年11月号

- 80	2005年1月	ドキッ2005.1  1月号

- 81	2005年5月	ミセスドットコム4時間DVD (マイルドムック) 2005/5/1

- 82	2005年6月	ドキッ！2005年6月号

- 83	2005年7月	あえぎま専科 2005年7月号	封面女郎

- 84	2005年10月	愛人淫系契約 (TOEN MOOK)  2005/10/1

- 85	2008年1月	人妻熟女DX Vol.9 2008年1月号  人妻デリヘル情報誌

- 86	2008年2月	漫画シャワー 2008年2月号	封面女郎

- 87	2008年7月	DVD DOKAN 2008年7月号

- 88	发行日期不详	DVD100タイトル

- 89	发行日期不详	ガツンExciting Vol.2

- 90	发行日期不详	非売品 F-BOX フェチ まとめて5冊セット 1998-2001

- 91	发行日期不详	僕たちのDVDコレクション vol.2

- 92	发行日期不详	ミレニアムAVクイーン